# Chytridium coleochaetes
Chytridium coleochaetes är en svampart som beskrevs av Nowak. 1877. Chytridium coleochaetes ingår i släktet Chytridium och familjen Chytridiaceae.   Inga underarter finns listade i Catalogue of Life.